# キングスポイント
キングスポイント（1977年5月1日 - 1984年4月8日）は日本の競走馬。
「流星の貴公子」と呼ばれ人気を博した1977年の中央競馬年度代表馬・テンポイントの全弟として期待されながら、平地競走では1勝のみに終わったが、障害競走に転向後素質が開花し、1982年に春秋の中山大障害を連覇。同年の優駿賞最優秀障害馬に選出された。しかし1984年春、中山大障害の競走中に右前脚を骨折し、予後不良と診断されて安楽死処分となった。

## 戦績
1979年、テンポイントと同じ栗東トレーニングセンターの小川佐助厩舎に入り、兄を手掛けた山田幸守が担当厩務員となった。テンポイントの全弟という話題性から調教の様子までが逐一報道された。同年11月11日、阪神開催の新馬戦でデビュー。兄の主戦騎手だった鹿戸明が手綱を取り、当日1番人気に支持された。しかし「ズブくて、ついていくのが精一杯」（鹿戸）というレースで3着と敗れた。入着を繰り返したのち6戦目に初勝利を挙げたが、平地ではこの1勝のみに終わった。
平地の成績に見切りを付けた陣営は、キングスポイントを障害競走に転向させる。新たな鞍上には当時障害で頭角を現し始めていた小島貞博が据えられた。鹿戸と小島は同じ北海道出身であったことから親しい付き合いがあり、鹿戸から調教師の小川に「キングスポイントは気性の難しい馬だけど彼なら乗りこなしてくれる」と推薦したものだった。しかしキングスポイントは当初の障害飛越でも気の悪さを見せ、「反抗の連続。飛越拒否は当たり前。ジョッキーを困らせるために障害物に対して斜飛を再三繰り返した」（小島）という。最初に受けた転向試験では障害から逃避して落第していた。
1980年12月14日、キングスポイントは障害未勝利戦で障害馬として改めて再出発した。当日は3番人気であったが、終始小島に追われ通しのレース運びながら1着となり、障害デビューを勝利で飾った。以後飛越や着地に危うさを見せながらも成長し、障害4戦目となる翌1981年2月の阪神障害ステークス（春）をレコードタイムで制し、重賞初勝利を挙げた。次走の障害ステークスも2着に大差を付けてのレコードタイムで5連勝を挙げる。その後、左前脚に骨瘤（骨膜炎の一種）を生じて休養に入り、秋に復帰。2戦を2着となったが、11月の阪神障害ステークス（秋）を制すると再び連勝を始め、1982年4月、障害の最高競走・中山大障害（春）に出走。当日の単勝オッズは1.1倍という圧倒的な1番人気に支持されると、これに応えて大差で圧勝した。小島はキングスポイントの能力について「ふだん不器用な馬が、勝負にいったら全然違うんです。跳びの大きさが他の馬と違っていて、跳ぶたびに、他馬より半馬身、1馬身と前に出ているんです」と語っている。
中山大障害の後は休養に入り、秋は大障害連覇を目標としたが、障害の一般戦では重い斤量を課されるため、これを嫌って平地の重賞である京都大賞典から復帰した。この競走では約2年ぶりに鹿戸が手綱を取ったがメジロカーラの10着と大敗。続く天皇賞（秋）もメジロティターンの8着に終わった。その後障害に戻り、オープン戦を勝利したのち中山大障害（秋）に出走。春と同じく1.1倍の1番人気に推されると、2着に8馬身差を付けて春秋連覇を達成した。
その後、左膝を骨折して長期休養し、約11カ月後に復帰。緒戦のオープン戦では勝利を挙げたが、連覇を目指した中山大障害（秋）は4着に終わった。さらに内臓疾患のため再び休養。3月のオープン戦で復帰し、これを制した後、4月8日に中山大障害（春）に出走した。当日は1番人気に支持されたが、競走中、水濠障害の板に右脚を打ち付けて骨折を生じ、競走を中止。競走後、右足根粉砕骨折により予後不良と診断され、安楽死の措置が取られた。兄テンポイントも競走中の事故による骨折と、そこから生じた蹄葉炎による闘病を経て死亡しており、それに続く不慮の死となった。

## 競走成績
| 年月日 | 年月日 | 年月日 | 競馬場 | 競走名           | 頭 数 | 馬 番 | 人気 | 着順 | 距離          | タイム  | 騎手     | 斤量 | 着差      | 勝ち馬 / （2着馬）     |
| ------ | ------ | ------ | ------ | ---------------- | ----- | ----- | ---- | ---- | ------------- | ------- | -------- | ---- | --------- | ---------------------- |
| 1979   | 11.    | 11     | 阪神   | 新馬             | 11    | 11    | 1人  | 3着  | 芝1400m（重） | 01:26.5 | 鹿戸明   | 53   | 0.8秒     | ケイシャープ           |
|        | 11.    | 25     | 阪神   | 新馬             | 13    | 12    | 1人  | 2着  | 芝1400m（良） | 01:25.3 | 鹿戸明   | 53   | 0.4秒     | ウラカワサミット       |
|        | 12.    | 16     | 阪神   | 未勝利           | 12    | 10    | 1人  | 3着  | 芝1400m（良） | 01:25.0 | 鹿戸明   | 53   | 0.4秒     | オーミヒーロー         |
| 1980   | 1.     | 5      | 阪神   | 未勝利           | 11    | 3     | 1人  | 5着  | ダ1700m（重） | 01:49.8 | 鹿戸明   | 54   | 2.4秒     | カワチハート           |
|        | 2.     | 17     | 小倉   | 未勝利           | 14    | 6     | 1人  | 2着  | 芝1800m（良） | 01:53.0 | 鹿戸明   | 54   | 0.3秒     | テンザンスター         |
|        | 3.     | 1      | 小倉   | 未勝利           | 9     | 2     | 1人  | 1着  | 芝1800m（不） | 01:54.6 | 鹿戸明   | 54   | 1/2馬身   | （パワースズラン）     |
|        | 3.     | 22     | 小倉   | すみれ賞         | 13    | 2     | 1人  | 8着  | 芝1800m（不） | 01:57.4 | 鹿戸明   | 54   | 0.7秒     | フェイバー             |
|        | 4.     | 29     | 阪神   | あずさ賞         | 12    | 6     | 5人  | 2着  | 芝2000m（良） | 02:04.0 | 横山富雄 | 54   | 0.6秒     | ロングテック           |
|        | 5.     | 11     | 阪神   | 400万下          | 12    | 3     | 2人  | 7着  | 芝2000m（良） | 02:04.1 | 鹿戸明   | 54   | 0.8秒     | サントラスト           |
|        | 6.     | 1      | 中京   | 露草賞           | 7     | 1     | 3人  | 2着  | 芝2000m（不） | 02:08.5 | 鹿戸明   | 54   | 0.3秒     | ゼロイバア             |
|        | 6.     | 29     | 中京   | はまゆう特別     | 8     | 2     | 2人  | 2着  | 芝2000m（不） | 02:06.6 | 清水英次 | 54   | 0.0秒     | オンリーテムジン       |
|        | 9.     | 6      | 阪神   | 野分特別         | 15    | 7     | 2人  | 12着 | 芝2000m（稍） | 02:04.4 | 鹿戸明   | 54   | 1.6秒     | フジグランド           |
|        | 10.    | 9      | 阪神   | 400万下          | 15    | 5     | 2人  | 8着  | 芝2000m（不） | 02:10.7 | 鹿戸明   | 55   | 1.5秒     | ヒカリタロー           |
|        | 11.    | 8      | 京都   | 400万下          | 15    | 13    | 5人  | 7着  | ダ1800m（良） | 01:56.9 | 鹿戸明   | 55   | 1.7秒     | ハイプレッシャー       |
|        | 12.    | 14     | 京都   | 障害未勝利       | 11    | 3     | 3人  | 1着  | ダ3000m（稍） | 03:27.3 | 小島貞博 | 57   | 1/2馬身   | （シンカズパール）     |
| 1981   | 1.     | 7      | 京都   | 障害400万下      | 10    | 6     | 1人  | 1着  | ダ3290m（良） | 03:41.9 | 小島貞博 | 58   | 大差      | （チェリーペンダス）   |
|        | 1.     | 24     | 京都   | 障害オープン     | 7     | 6     | 1人  | 1着  | ダ3290m（良） | 03:42.4 | 小島貞博 | 58   | 1 1/2馬身 | （イセタイヨウ）       |
|        | 2.     | 22     | 阪神   | 阪神障害S（春）  | 8     | 2     | 1人  | 1着  | 芝3200m（良） | R3:32.4 | 小島貞博 | 59   | 3馬身     | （タマモビート）       |
|        | 3.     | 21     | 阪神   | 障害S            | 5     | 4     | 1人  | 1着  | ダ3200m（稍） | R3:33.3 | 小島貞博 | 59   | 大差      | （ケンブリッジシチー） |
|        | 9.     | 19     | 阪神   | 障害S            | 12    | 12    | 1人  | 2着  | ダ3200m（重） | 03:31.9 | 小島貞博 | 61   | 0.1秒     | ジョーアルバトロス     |
|        | 10.    | 11     | 京都   | 京都大障害（秋） | 10    | 1     | 1人  | 2着  | 芝3270m（良） | 03:42.8 | 小島貞博 | 59   | 0.1秒     | ロックペトロス         |
|        | 11.    | 29     | 阪神   | 阪神障害S（秋）  | 5     | 5     | 1人  | 1着  | 芝3200m（稍） | 03:34.7 | 小島貞博 | 62   | 1馬身     | （イセタイヨウ）       |
| 1982   | 1.     | 16     | 京都   | 障害S            | 7     | 7     | 1人  | 1着  | ダ3290m（良） | R3:38.7 | 小島貞博 | 62   | 大差      | （ミホダンサー）       |
|        | 2.     | 28     | 阪神   | 阪神障害S（春）  | 7     | 2     | 1人  | 1着  | 芝3200m（良） | 03:32.4 | 小島貞博 | 64.5 | 3 1/2馬身 | （アスコットセブン）   |
|        | 3.     | 21     | 中山   | 障害勝入         | 6     | 6     | 1人  | 1着  | ダ3550m（不） | 04:07.4 | 小島貞博 | 62   | 5馬身     | （ヒロテンリュー）     |
|        | 4.     | 11     | 中山   | 中山大障害（春） | 8     | 1     | 1人  | 1着  | 芝4100m（良） | 04:44.1 | 小島貞博 | 59   | 大差      | （イチエイボーイ）     |
|        | 10.    | 10     | 京都   | 京都大賞典       | 14    | 13    | 7人  | 10着 | 芝2400m（良） | 02:27.4 | 鹿戸明   | 59   | 1.2秒     | メジロカーラ           |
|        | 10.    | 31     | 東京   | 天皇賞（秋）     | 14    | 6     | 11人 | 8着  | 芝3200m（良） | 03:19.1 | 鹿戸明   | 58   | 1.1秒     | メジロティターン       |
|        | 12.    | 5      | 中山   | 障害オープン     | 7     | 1     | 1人  | 1着  | ダ3200m（良） | 03:35.8 | 小島貞博 | 64   | 9馬身     | （モンタアロー）       |
|        | 12.    | 25     | 中山   | 中山大障害（秋） | 7     | 3     | 1人  | 1着  | 芝4100m（良） | 04:42.6 | 小島貞博 | 61   | 8馬身     | （モンタアロー）       |
| 1983   | 12.    | 4      | 中山   | 障害オープン     | 6     | 1     | 2人  | 1着  | ダ3200m（良） | 03:36.2 | 小島貞博 | 64   | 7馬身     | （シノンシンボリ）     |
|        | 12.    | 24     | 中山   | 中山大障害（秋） | 9     | 9     | 1人  | 4着  | 芝4100m（良） | 04:42.5 | 小島貞博 | 63   | 0.6秒     | オキノサキガケ         |
| 1984   | 3.     | 11     | 中山   | 障害オープン     | 9     | 9     | 2人  | 1着  | ダ3550m（稍） | 04:02.2 | 小島貞博 | 65   | クビ      | （ネイティブボーイ）   |
|        | 4.     | 8      | 中山   | 中山大障害（春） | 6     | 6     | 1人  | 中止 | 芝4100m（稍） | -       | 小島貞博 | 63   | -         | メジロジュピター       |

1. タイム欄のRはレコード勝ちを示す。
2. 競走名の「S」はステークスの略。太字の競走は八大競走。
3. 斤量の単位はキログラム (kg) 。

## 血統表
| キングスポイントの血統              | キングスポイントの血統                          | キングスポイントの血統           | （血統表の出典）                 | （血統表の出典） |
| 父系                                | ネヴァーセイダイ系                              | ネヴァーセイダイ系               | ネヴァーセイダイ系               | [ § 2 ]          |
| 父 *コントライト Contrite 1968 鹿毛 | 父の父Never Say Die 1951 栗毛                   | Nasrullah                        | Nearco                           | Nearco           |
| 父 *コントライト Contrite 1968 鹿毛 | 父の父Never Say Die 1951 栗毛                   | Nasrullah                        | Mumtaz Begum                     |                  |
| 父 *コントライト Contrite 1968 鹿毛 | 父の父Never Say Die 1951 栗毛                   | Singing Grass                    | War Admiral                      | War Admiral      |
| 父 *コントライト Contrite 1968 鹿毛 | 父の父Never Say Die 1951 栗毛                   | Singing Grass                    | Borealle                         |                  |
| 父 *コントライト Contrite 1968 鹿毛 | 父の母Pentience 1961 鹿毛                       | Petition                         | Fair Trial                       | Fair Trial       |
| 父 *コントライト Contrite 1968 鹿毛 | 父の母Pentience 1961 鹿毛                       | Petition                         | Art Paper                        |                  |
| 父 *コントライト Contrite 1968 鹿毛 | 父の母Pentience 1961 鹿毛                       | Bootless                         | The Cobbler                      | The Cobbler      |
| 父 *コントライト Contrite 1968 鹿毛 | 父の母Pentience 1961 鹿毛                       | Bootless                         | Careless Nora                    |                  |
| 母 ワカクモ 1963 鹿毛               | 母の父*カバーラップ二世 Cover Up II 1952 黒鹿毛 | Cover Up                         | Alibhai                          | Alibhai          |
| 母 ワカクモ 1963 鹿毛               | 母の父*カバーラップ二世 Cover Up II 1952 黒鹿毛 | Cover Up                         | Bel Amour                        |                  |
| 母 ワカクモ 1963 鹿毛               | 母の父*カバーラップ二世 Cover Up II 1952 黒鹿毛 | Betty Martin                     | Hollyrood                        | Hollyrood        |
| 母 ワカクモ 1963 鹿毛               | 母の父*カバーラップ二世 Cover Up II 1952 黒鹿毛 | Betty Martin                     | Rhoda F.                         |                  |
| 母 ワカクモ 1963 鹿毛               | 母の母丘高 1948 鹿毛                            | *セフト Theft                    | Tetratema                        | Tetratema        |
| 母 ワカクモ 1963 鹿毛               | 母の母丘高 1948 鹿毛                            | *セフト Theft                    | Voleuse                          |                  |
| 母 ワカクモ 1963 鹿毛               | 母の母丘高 1948 鹿毛                            | 月丘                             | Sir Gallahad                     | Sir Gallahad     |
| 母 ワカクモ 1963 鹿毛               | 母の母丘高 1948 鹿毛                            | 月丘                             | *星若                            |                  |
| 母系(F-No.)                         | 星若系(FN:3-r)                                  | 星若系(FN:3-r)                   | 星若系(FN:3-r)                   | [ § 3 ]          |
| 5代内の近親交配                     | Pharos・Fairway5×5=6.25%（父内）                | Pharos・Fairway5×5=6.25%（父内） | Pharos・Fairway5×5=6.25%（父内） | [ § 4 ]          |
| 出典                                | 1. 2. 3. 4.                                     | 1. 2. 3. 4.                      | 1. 2. 3. 4.                      | 1. 2. 3. 4.      |